# VI Korpus Flak
VI Korpus Artylerii Przeciwlotniczej (niem. VI. Flakkorps) – jedna z niemieckich związków taktycznych Luftwaffe. Utworzony w lutym 1945 roku ze sztabu 16 Dywizji Flak na północnym odcinku frontu zachodniego. Wojnę zakończył kapitulacją w maju 1945 roku w Hamburgu. Korpusem dowodził generał porucznik Ludwig Schliffarth.

## Struktura organizacyjna
Skład w lutym 1945:
- 4 Dywizja Flak
- 9 Brygada Flak
- 18 Brygada Flak

Skład w kwietniu 1945:
- 3 Dywizja Flak
- 8 Dywizja Flak
- 8 Brygada Flak